# Ottaviano Petrucci
Ottaviano Petrucci (Fossombrone, 18 de juny de 1466 - Venècia, 7 de maig de 1539) fou un impressor i editor italià. A Petrucci se li atribueix la producció del primer llibre de música imprès en tipus mòbils: l'Harmonice Musices Odhecaton, el 1501, un recull de chansons. També publicà nombroses obres del grans mestres del renaixement musical, com ara Jacob Obrecht, Josquin des Prez i Antoine Busnois.

## Biografia

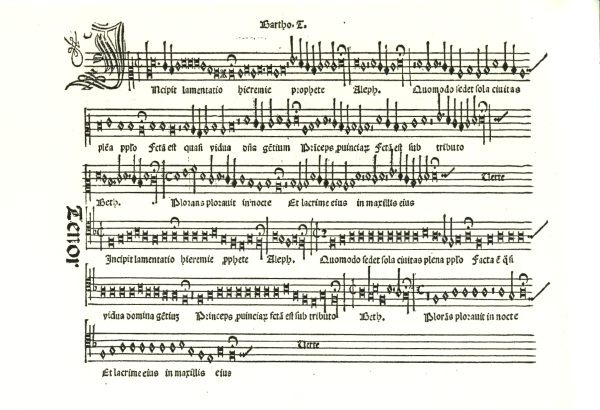
Parts de Superius/Tenor de les Lamentationum Jeremie... liber primus und secundus. Publicat a Venècia per O. Petrucci el 1506. [Civico Museo Bibliografico Musicale, Bologna].

Va néixer a Fossombrone i probablement es va educar a Urbino. Al voltant de 1490 es va traslladar a Venècia on va obtenir el privilegi d'imprimir música. El 1501 va produir el seu primer llibre de música amb el títol Harmonice Musices Odhecaton, (anomenat sovint com "Odhecaton") que conté les primeres 96 peces de música polifònica impresa. En els anys següents va continuar perfeccionant la seva tècnica, produint noves edicions i reimpressions, cada pocs mesos, fins al 1509, quan va ser interrompuda la seva activitat per causa de la guerra de la Lliga de Cambrai contra Venècia. Llavors va tornar a Fossombrone, on va reprendre les seves activitats com impressor.
Essent Fossombrone dins dels estats papals, Petrucci va sol·licitar una patent al papa per al dret exclusiu d'imprimir música, que li fou concedida durant uns quants anys; tanmateix el papa li rescindí la patent al fracassar en la produició de música per a teclat, concedint-lo a canvi a un dels competidors de Petrucci a Roma. Posteriorment Andrea Antico, el competidor que va obtenir el privilegi d'impressió de Petrucci, també es va fer càrrec del seu negoci d'impressió a Venècia el 1520. Durant els anys 20 sembla que Petrucci es guanyava la vida gestionant una fàbrica de paper.
En 1536 va tornar a Venècia a instàncies de les autoritats civils venecianes, i els va ajudar en la impressió de textos grecs i llatins.

## Producció
Es coneixen un total de 61 publicacions de música de Petrucci. El període més fructífer va ser el període comprès entre 1501 i 1509, durant el qual va publicar els tres volums de la Odhecaton, 16 llibres de misses, cinc llibres de motets, 11 antologies de frottole i sis llibres de música per llaüt. L'última publicació és del 1520.
Tot i que Petrucci no fou el primer a imprimir música - un cert nombre d'obres litúrgiques foren impreses amb xilografia abans de 1500, el primer el Gradual de Constança, imprès el 1473, - Petrucci fou el primer a utilitzar caràcters mòbils, el primer a imprimir en quantitat, i el primer a imprimir la música polifònica que era l'estil predominant a l'època.
La tècnica de Petrucci exigia tres impressions; cada full de música passa a través de les premses una vegada per als pentagrames, una vegada per a la música, i una vegada per al text. Petrucci aconseguí un gran èxit en aquesta empresa; les seves publicacions són molt exactes i molt ben executades. Tanmateix, altres impressors que van utilitzar aquest mètode podien descompensar lleugerament les diferents impressions, ocasionant que les notes que s'imprimissin massa amunt o massa avall del pentagrama, dificultant la correcta lectura per part dels intèrprets. El mètode de Petrucci fou aviat substituït per les innovacions atribuïdes a Pierre Attaignat o Attaignant, que desenvolupà i popularitzà el mètode d'impressió única el 1528.